# FK Teleoptik
Der FK Teleoptik (vollständiger offizieller Name auf Serbisch: Фудбалски клуб Телеоптик, Fudbalski klub Teleoptik) ist ein serbischer Fußballverein aus dem Belgrader Stadtbezirk Zemun. Er wurde 1952 gegründet und spielt zurzeit in der 2. Liga. Dort agiert es als das Farmteam von Partizan Belgrad. Teleoptiks Fußballstadion befindet sich ebenfalls auf dem Trainings- und Ausbildungszentrum von Partizan, dem SC Partizan-Teleoptik.

## Spieler
- Miloš Jojić (2010–2012)
- Aleksandar Mitrović (2011–2012)